# Bestekbak

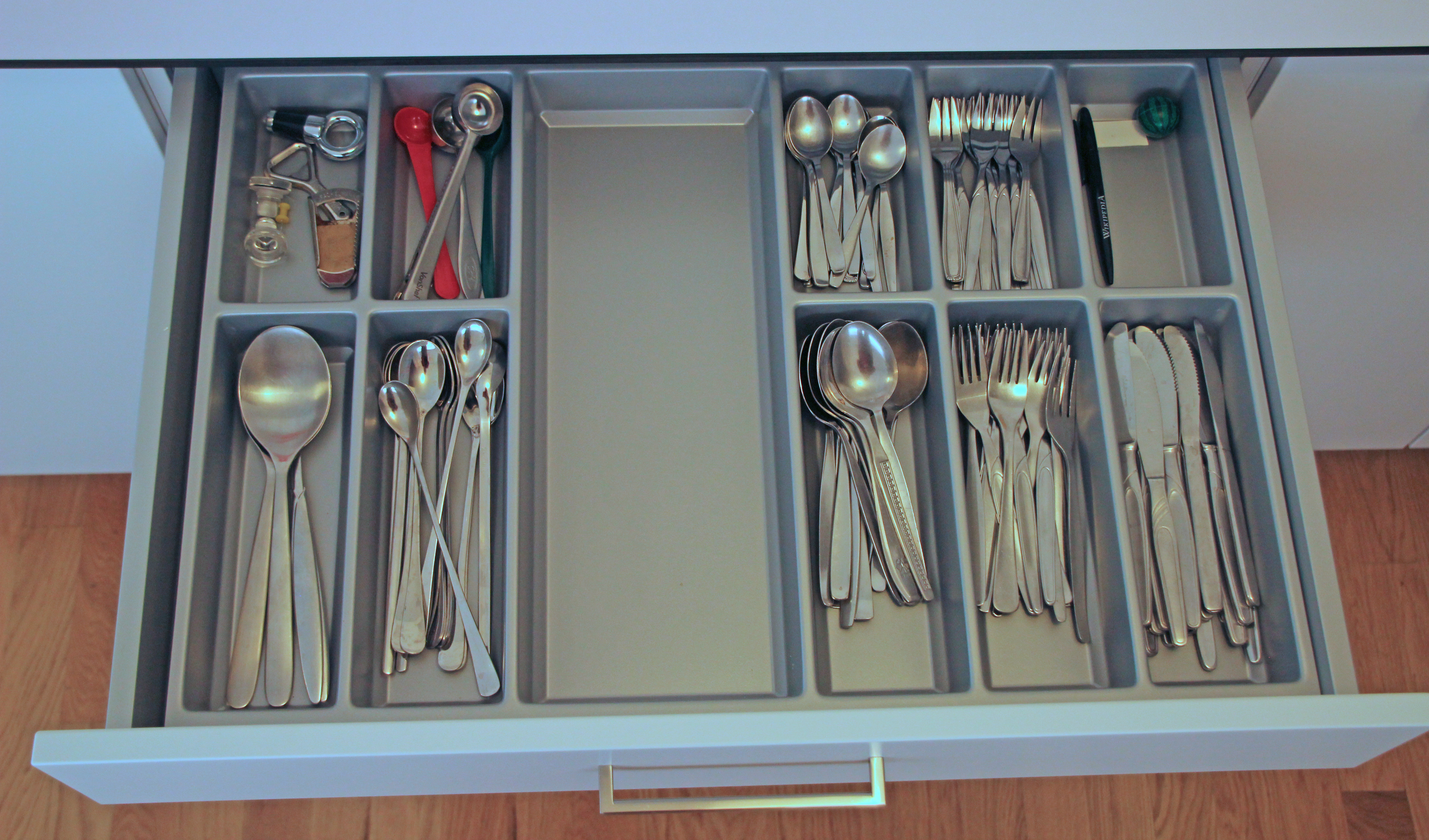
Een bestekbak in een la

Een bestekbak is een bak die dient om bestek in op te bergen. Vaak heeft een bestekbak een indeling met diverse vakken van verschillende groottes om bestek per groep te kunnen opbergen. Naast couvert kan er ook ander keukengerei in opgeborgen worden.
Er zijn verschillende soorten bestekbakken. In keukens kunnen een of meer bestekbakken aanwezig zijn in een la. Dit wordt ook wel een bestekla genoemd. In afwasmachines bevindt zich vaak ook een bestekbak. Deze lijkt op een mand met verschillende vakjes.
Voor de horeca zijn er aparte, veel grotere bestekbakken beschikbaar, vanwege het gewicht soms geplaatst op een speciale bestekkar. Bij terrassen is vaak een heel minimale inrichting toegestaan. Maar bijvoorbeeld de gemeente Venlo laat wel toe dat een bestekbak op het terras aanwezig is.

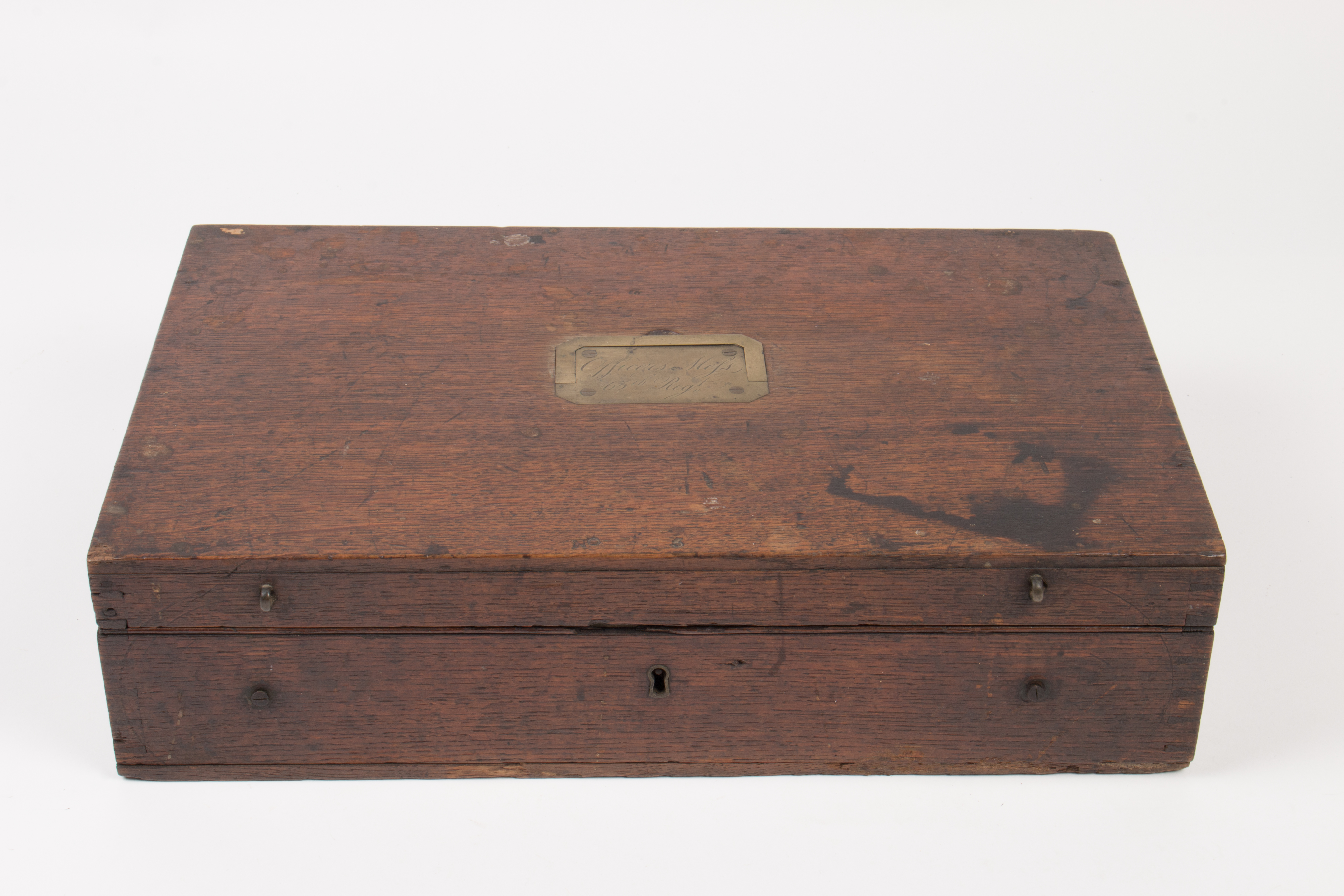
Militaire bestekkoffer uit ca. 1860
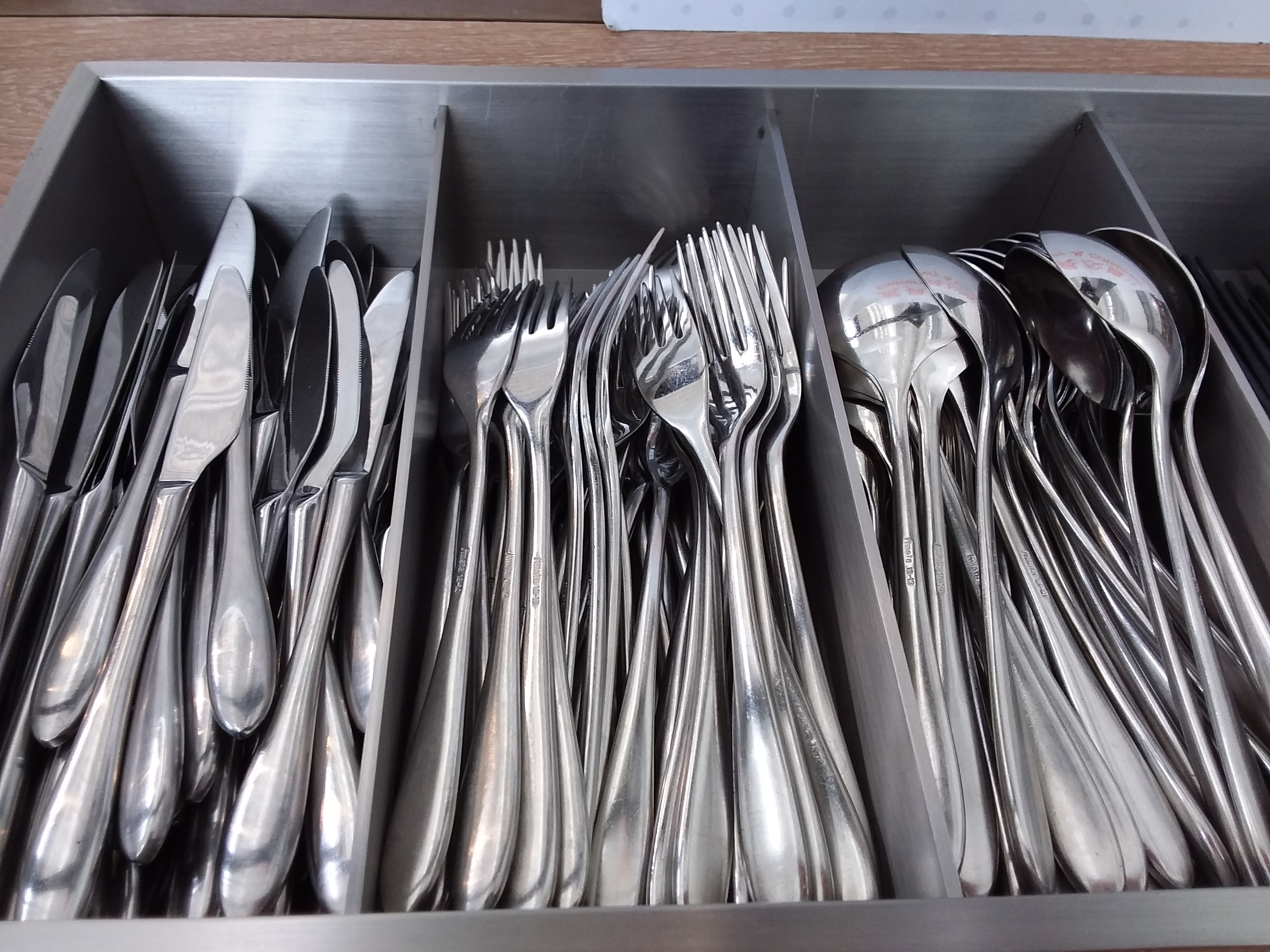
Standaard bestekbak zoals in gebruik in de horeca
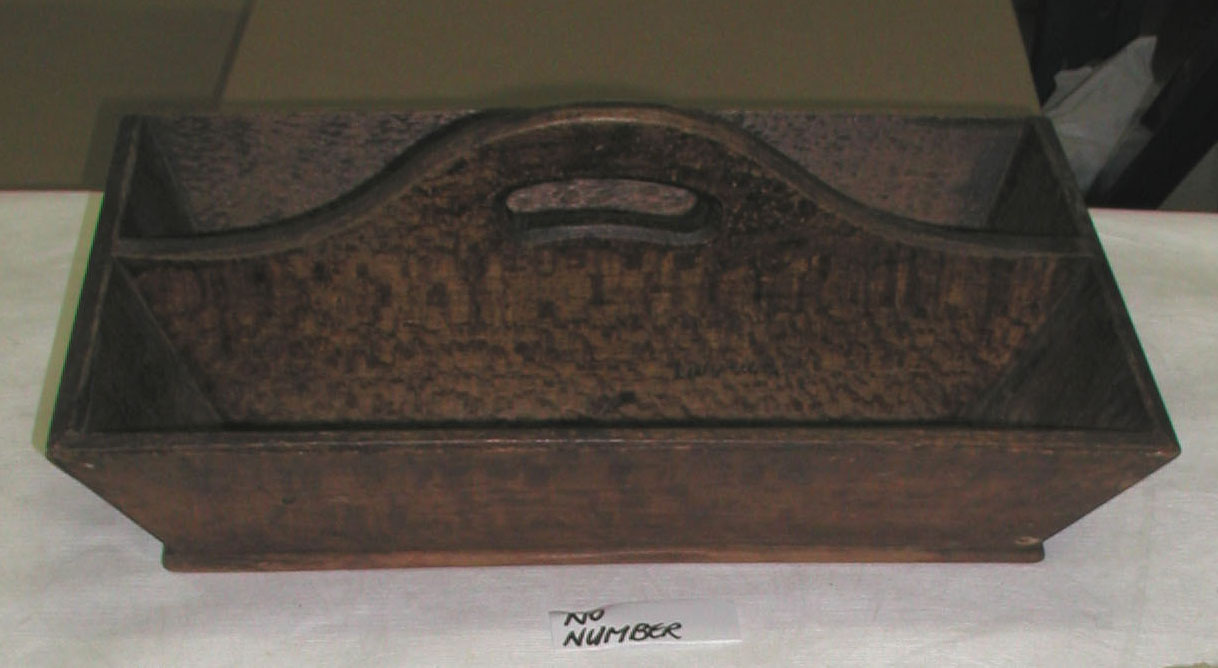
Houten bestekbak met handvat